# العلاقات الإيطالية اللاتفية
العلاقات الإيطالية اللاتفية هي العلاقات الثنائية التي تجمع بين إيطاليا ولاتفيا.

## مقارنة بين البلدين
هذه مقارنة عامة ومرجعية للدولتين:
| وجه المقارنة                                              | إيطاليا                                                  | لاتفيا                                             |
| --------------------------------------------------------- | -------------------------------------------------------- | -------------------------------------------------- |
| المساحة (كم2)                                             | 301.34 ألف                                               | 64.59 ألف                                          |
| عدد السكان (نسمة)                                         | 60.60 مليون                                              | 1.93 مليون                                         |
| الكثافة السكانية (ن./كم²)                                 | 201.1                                                    | 29.88                                              |
| العاصمة                                                   | روما، فلورنسا، تورينو                                    | ريغا                                               |
| اللغة الرسمية                                             | اللغة الإيطالية                                          | اللغة اللاتفية                                     |
| العملة                                                    | يورو، ليرة إيطالية                                       | يورو، لاتس لاتفي، الروبل اللاتفي ‏، الروبل اللاتفي ‏ |
| الناتج المحلي الإجمالي (بليون دولار)                      | 1.93 تريليون                                             | 30.26 مليار                                        |
| الناتج المحلي الإجمالي (تعادل القوة الشرائية) بليون دولار | 2.26 تريليون                                             | 49.24 مليار                                        |
| الناتج المحلي الإجمالي الاسمي للفرد دولار أمريكي          | 29.96 ألف                                                | 14.06 ألف                                          |
| الناتج المحلي الإجمالي للفرد دولار أمريكي                 | 35.46 ألف                                                | 23.55 ألف                                          |
| مؤشر التنمية البشرية                                      | 0.873                                                    | 0.819                                              |
| رمز المكالمات الدولي                                      | +39                                                      | +371                                               |
| رمز الإنترنت                                              | .it                                                      | .lv                                                |
| المنطقة الزمنية                                           | توقيت وسط أوروبا، ت ع م+01:00، ت ع م+02:00، أوروبا/روما ‏ | ت ع م+02:00، ت ع م+03:00، أوروبا/ريغا ‏             |

## مدن متوأمة
في ما يلي قائمة باتفاقيات التوأمة بين مدن إيطالية ولاتفية:
- ترتبط ألكامو مع يلغافا باتفاقية توأمة منذ 2002.
- ترتبط لينيت مع ريزكني باتفاقية توأمة.
- ترتبط بينكارا مع بلدية سميلتين باتفاقية توأمة.
- ترتبط فلورنسا مع ريغا باتفاقية توأمة منذ 19 مايو 2008.[17][17][17][17]
- ترتبط فيرارا مع داوغافبيلس باتفاقية توأمة منذ 1960.
- ترتبط فينافرو مع سسيس باتفاقية توأمة.
- ترتبط لوريتو (ماركي) مع بلدية توكومز باتفاقية توأمة.
- ترتبط بيلاجيو مع سيغولدا باتفاقية توأمة.
- ترتبط تيراتشينا مع يورمالا باتفاقية توأمة.

## منظمات دولية مشتركة
يشترك البلدان في عضوية مجموعة من المنظمات الدولية، منها:
| علم المنظمة | اسم المنظمة                               | تاريخ انضمام إيطاليا | تاريخ انضمام لاتفيا |
| ----------- | ----------------------------------------- | -------------------- | ------------------- |
|             | مجلس أوروبا                               | 5 مايو 1949          | ?                   |
|             | منظمة التعاون الاقتصادي والتنمية          | 29 مارس 1962         | 16 يونيو 2016       |
|             | منظمة التجارة العالمية                    | 1995                 | 1999                |
|             | المنظمة الأوروبية لسلامة الملاحة الجوية   | 1996                 | 2011                |
|             | الاتحاد البريدي العالمي                   | ?                    | ?                   |
|             | الاتحاد الأوروبي                          | 25 مارس 1957         | 1 مايو 2004         |
|             | حلف شمال الأطلسي                          | 4 أبريل 1949         | 29 مارس 2004        |
|             | مجموعة الموردين النوويين                  | ?                    | ?                   |
|             | يونسكو                                    | ?                    | 9 يوليو 1951        |
|             | اتفاقية السماوات المفتوحة                 | ?                    | ?                   |
|             | مؤسسة التمويل الدولية                     | 27 ديسمبر 1956       | 29 سبتمبر 1993      |
|             | المركز الدولي لتسوية المنازعات الاستشارية | 28 أبريل 1971        | 7 سبتمبر 1997       |
|             | الفريق المعني برصد الأرض                  | ?                    | ?                   |
|             | منظمة حظر الأسلحة الكيميائية              | ?                    | ?                   |
|             | مؤسسة التنمية الدولية                     | 24 سبتمبر 1960       | 11 أغسطس 1992       |
|             | مجموعة أستراليا                           | 1985                 | 2004                |
|             | منظمة الأمن والتعاون في أوروبا            | 25 يونيو 1973        | 10 سبتمبر 1991      |
|             | مركز تنسيق الحركة في أوروبا ‏              | ?                    | ?                   |
|             | وكالة ضمان الاستثمار متعدد الأطراف        | 29 أبريل 1988        | 21 أغسطس 1998       |
|             | الاتحاد الدولي للاتصالات                  | 1866                 | 11 ديسمبر 1921      |
|             | منظمة الشرطة الجنائية الدولية             | ?                    | ?                   |
|             | الأمم المتحدة                             | 14 ديسمبر 1955       | 17 سبتمبر 1991      |
|             | البنك الدولي للإنشاء والتعمير             | 27 مارس 1947         | 11 أغسطس 1992       |
|             | المنظمة الهيدروغرافية الدولية             | ?                    | ?                   |

## وصلات خارجية
- موقع وزارة الخارجية الإيطالية
- موقع وزارة الخارجية اللاتفية